# فرودگاه کریستال (مینه‌سوتا)
فرودگاه کریستال (مینه‌سوتا) (به انگلیسی: Crystal Airport (Minnesota)) یک فرودگاه همگانی بهره‌برداری هوایی با کد یاتا MIC است که یک باند فرود آسفالت دارد و طول باند آن ۹۹۵ متر است. این فرودگاه در شهر کریستال، مینه‌سوتا کشور کانادا قرار دارد و در ارتفاع ۲۶۵ متری از سطح دریا واقع شده‌است.